# Antonio Maria Lucchini
Antonio Maria Lucchini (auch Luchini; * um 1690?; † nach 1730) war ein italienischer Librettist.

## Leben
Lucchini gehörte der venezianischen Mittelschicht an. Sein erstes bekanntes Libretto wurde 1716 mit Musik von Antonio Lotti aufgeführt. 1717 ging Lucchini mit Lotti nach Dresden und wurde dort als Hoflibrettist angestellt. Da Kurprinz Friedrich August II. von Sachsen ihn nicht zur ersten Garnitur der Librettisten zählte, bestand seine Hauptaufgabe im Verfassen von Oratorien-, Serenaden- und Kantatentexten sowie im Bearbeiten existierender Libretti; er schrieb jedoch auch zwei eigene Operntexte für Dresden, die beide von Lotti vertont wurden. Lucchinis Aufenthalt in Dresden ging abrupt zu Ende, als er in einen Skandal um eine Frau verwickelt wurde; er floh zurück nach Italien und schrieb dort von 1720 bis 1730 sieben weitere Libretti für Venedig und Rom.

## Stil
Lucchinis Fähigkeiten wurden von Friedrich August II. wohl unterschätzt; sein Stil ist zwar konventionell, aber doch auf der Höhe seiner Zeit.

## Werke (Auswahl)
- Foca superbo (1716), vertont von Lotti
- Tieteberga (1717), vertont von Vivaldi
- Giove in Argo (1717), vertont von Lotti und Händel
- Ascanio, overo Gli odi delusi dal sangue (1718), vertont von Lotti
- L’inganno tradito dall’amore (1720), vertont von Caldara
- Ermengarda (1723), vertont von Albinoni
- Gli sforzi d’ambizione e d’amore (1724), vertont von Porta
- Farnace (1724), vertont u. a. von Vinci und Vivaldi (Farnace)
- Dorilla in Tempe (1726), vertont von Vivaldi